# Karabinek wz. 96 Beryl
Karabinek szturmowy wz. 96 Beryl  (5.56 mm karabin szturmowy wz. 96 „Beryl” ) – polski karabinek automatyczny, produkowany przez Fabrykę Broni „Łucznik” Podstawowy karabinek Sił Zbrojnych Rzeczypospolitej Polskiej.

## Historia

### Geneza
Od zakończenia II wojny światowej, do czasu transformacji systemowej Polska pozostawała w strefie wpływów ZSRR, będąc jednocześnie członkiem Układu Warszawskiego. Wiązało się to z wyposażeniem polskich sił zbrojnych głównie w broń radziecką (bądź konstrukcyjnie na niej opartą). Po odzyskaniu suwerenności w 1989 r. i rozwiązaniu Układu Warszawskiego w 1991 r. Polska zaczęła aspirować do członkostwa w Organizacji Traktatu Północnoatlantyckiego (NATO). W związku z tym Ministerstwo Obrony Narodowej zleciło opracowanie nowego podstawowego karabinka automatycznego, który zasilany byłby standardową amunicją pośrednią NATO (5,56 × 45 mm), zamiast stosowanej dotychczas amunicji radzieckiej (7,62 × 39 mm i 5,45 × 39 mm).

### Program Beryl
W styczniu 1995 r. opracowano ostateczne założenia taktyczno-techniczne nowego karabinka, opracowywanego w ramach programu „Beryl”. Karabinek miał być zasilany amunicją 5,56 × 45 mm (SS109), zapewniać skuteczne rażenie celów żywych do 600 m, oraz celów lekko opancerzonych granatami nasadkowymi, nie przekraczać długości 944 mm, strzelać ogniem pojedynczym, ciągłym oraz seriami 3-strzałowymi. Równocześnie zlecono opracowanie jego skróconej, kompaktowej wersji (subkarabinka) mogącego skutecznie razić cele żywe do 400 m. 19 kwietnia 1995 r. podpisano umowę z Fabryką Broni „Łucznik” na opracowanie prototypowych 11 szt. karabinków i 10 subkarabinków oraz przeprowadzenie ich badań kwalifikacyjnych.

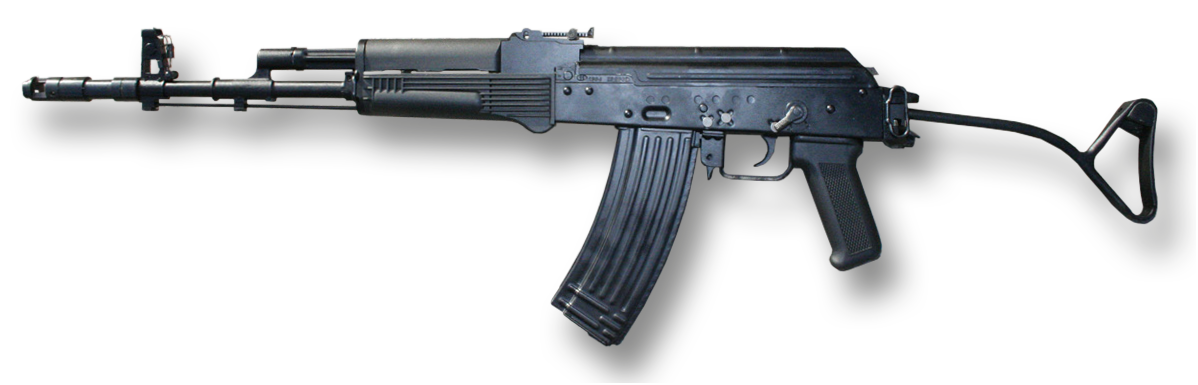
wz. 88 Tantal – protoplasta karabinków wz. 96 Beryl

Opracowując nowy system broni, oparto się na użytkowanym dopiero od kilku lat karabinku wz. 88 Tantal. Był on zmodernizowaną wersją karabinka AKM, przystosowaną do nowocześniejszej radzieckiej amunicji małokalibrowej (5,45 × 39 mm), wyposażoną w ogranicznik długości serii (możliwość strzelania seriami 3-strzałowymi) oraz przyrządy celownicze z trytowymi źródłami światła (do strzelań nocnych). Podstawową różnicą pomiędzy nowym karabinkiem a wz. 88 Tantal była zmiana naboju 5,45 na 5,56 mm. Ponadto zastosowano nowe: magazynki (z tworzywa sztucznego), kolbę oraz zmieniono system montażu celowników dodatkowych na „Podstawie Optycznych Przyrządów Celowniczych” (POPC). Stanowiło to rezygnację z wcześniejszego systemu montażu bocznego („na jaskółczy ogon”) na rzecz długiej podstawy zawieszonej nad komorą zamkową: pomiędzy podstawą celownika mechanicznego a tylną częścią komory zamkowej .
Wstępne testy nowych karabinków zrealizowano do końca stycznia 1996 r. a 20 maja broń zakwalifikowano do wprowadzenia na wyposażenie Wojska Polskiego, jako 5.56 mm karabin szturmowy wz. 96 „Beryl” (karabinek automatyczny) oraz 5.56 mm karabinek wz. 96 „Mini-Beryl” (subkarabinek automatyczny). 13 sierpnia 1996 r. podpisano umowę na wykonanie serii próbnej: 18 karabinków i 6 subkarabinków. W okresie od czerwca do października 1997 r. seria próbna została skierowana do testów w szkołach oficerskich we Wrocławiu, Poznaniu i Gdyni. 20 maja 1998 r. na mocy decyzji Szefa Sztabu Generalnego Wojska Polskiego oficjalnie wprowadzono na wyposażenie karabinki wz. 96 „Beryl” (jednocześnie nie zdecydowano się na wprowadzenie subkarabinków wz. 96 „Mini-Beryl”). Produkcję seryjną wz. 96 „Beryl” rozpoczęto w 1999 roku na podstawie umowy na dostarczenie 5 tys. egzemplarzy .

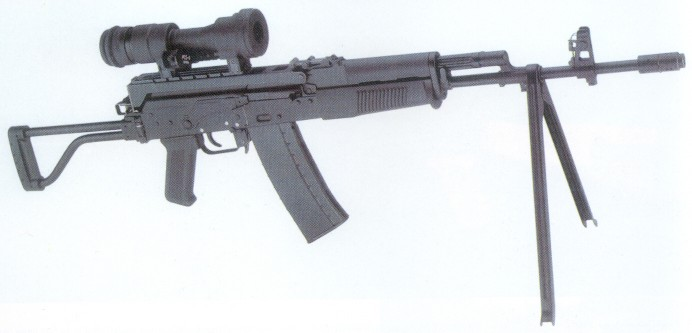
wz. 96 „Beryl” z pierwszą wersją podstawy celownika (POPC typ I). Dodatkowo zamontowany celownik PCS-6 oraz dwójnóg

Jednocześnie w Przemysłowym Centrum Optyki specjalnie dla Beryli opracowano nowe rodzaje celowników dodatkowych: PCS-6 (noktowizyjny), CK-3 (kolimatorowy), LKA-4 (optyczny), CWL-1 (optyczny połączony z laserowym wskaźnikiem celu).
Jako że powstaniu karabinków Beryl przyświecał cel dostosowania ich do standardów NATO (STANAG), to pod tym względem konstruktorzy początkowo wykazali się daleko idącą niekonsekwencją. Mianowicie nowe karabinki dostosowane zostały jedynie do standardu amunicyjnego, przy jednoczesnym zignorowaniu innych kwestii. Magazynki miały całkowicie odmienną konstrukcję niż stosowane w NATO, przez co były niezamienne. Natomiast nowe podstawy celowników POPC umożliwiały montaż jedynie polskich celowników produkowanych w Przemysłowym Centrum Optyki. Co gorsza, konstrukcja podstawy uniemożliwiała rozkładanie broni oraz używanie celownika mechanicznego (należało ją wcześniej zdemontować) .

### Modernizacje
Z czasem konstrukcja karabinka zaczęła ulegać stopniowej modernizacji.
Pierwszą poważniejszą modyfikacją była zmiana podstawy celownika POPC na POPC typ II w standardzie Weavera. Umożliwiała ona montaż także innych celowników niż polskie, oraz pozwalała na korzystanie z celownika mechanicznego i rozkładanie broni. POPC typ II obarczona była jednak poważną wadą – montowana była bardzo wysoko (na podstawie celownika mechanicznego), co wymuszało na strzelcu wysokie zadzieranie głowy podczas celowania. Mimo to celowniki dodatkowe kupowano w tym okresie w niewielkich ilościach, generalnie opierając się na użytkowaniu standardowych celowników mechanicznych .

#### 2004 – 2005

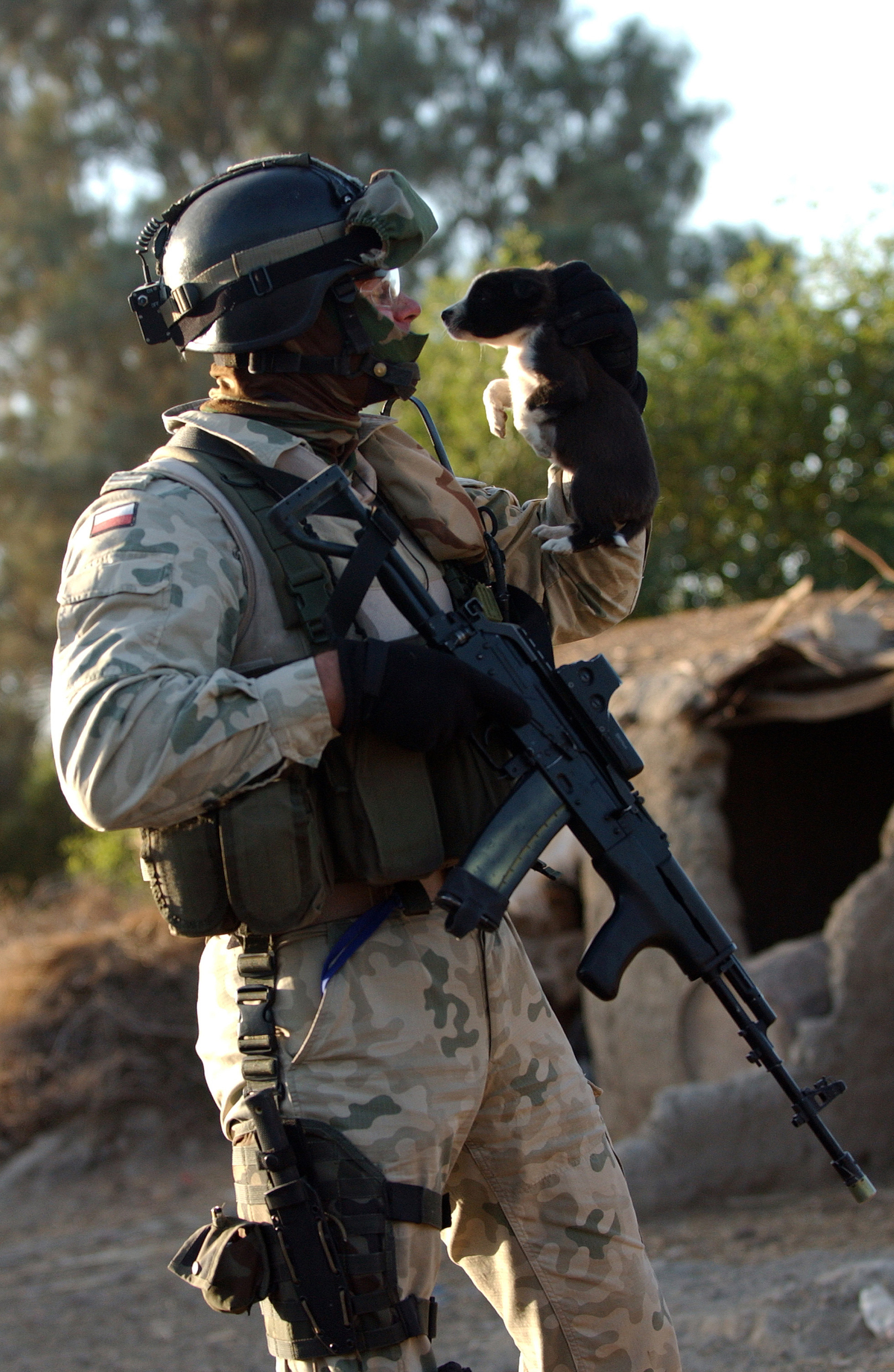
Polski żołnierz w Iraku z karabinkiem poddanym improwizowanej modyfikacji. Oryginalne łoże usunięto, montując w jego miejsce drewniane łoże z chwytem przednim z rumuńskiego karabinka PM Md. 1963 (przemalowane na czarno)

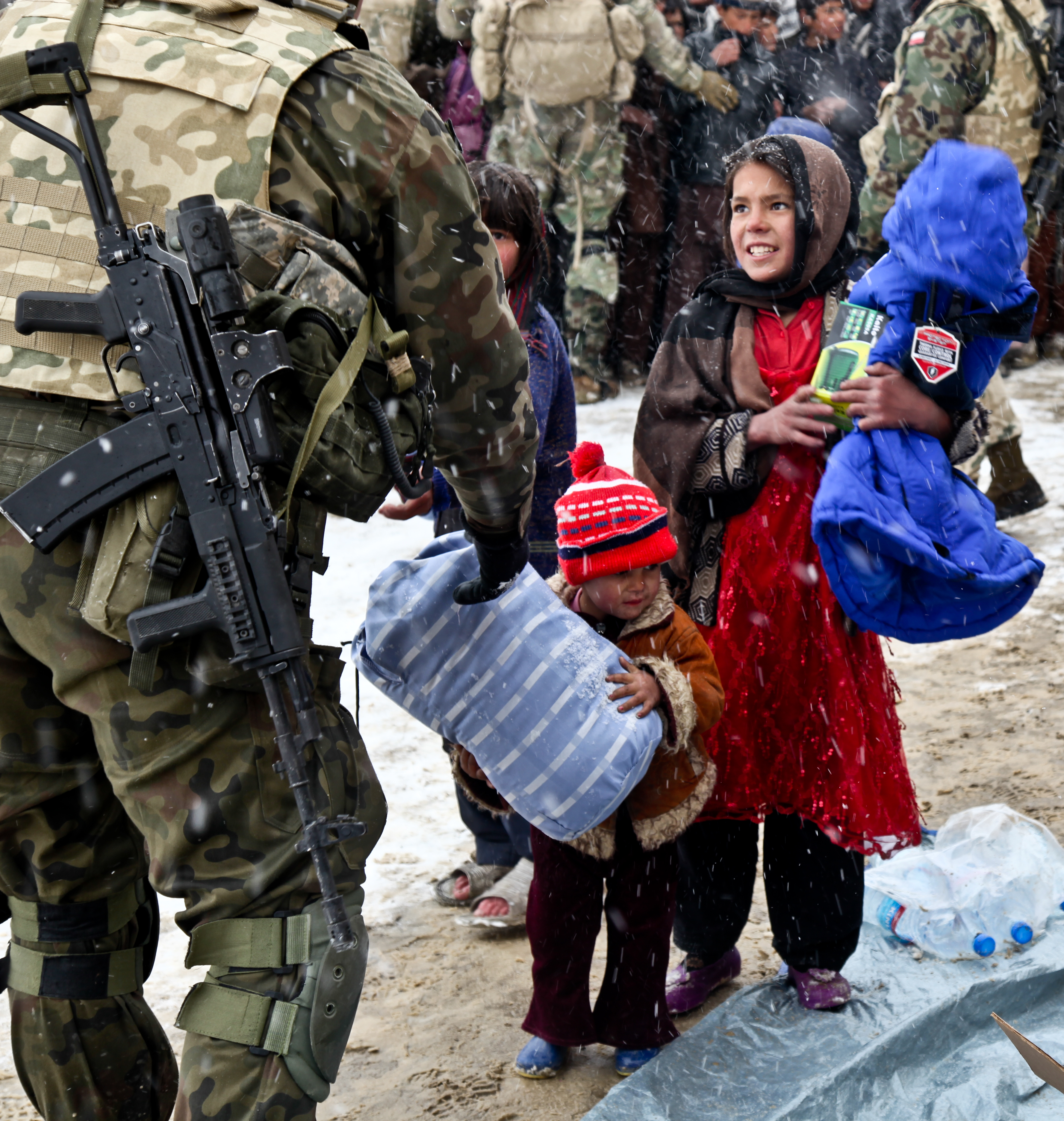
Karabinek po modernizacji z 2004 r.

Poważne zmiany nadeszły dopiero po wysłaniu polskich żołnierzy na misje zagraniczne w Afganistanie i Iraku. Użytkowanie Beryli w trudnych warunkach uwidoczniło ich wady oraz braki:
- Wrażliwość składanej kolby na zapiaszczenie: jej zacinanie się przy składaniu, a w konsekwencji wyłamywanie zatrzasku przy konieczności użycia siły[11].
- Niesolidne mocowanie trytowych źródeł światła na celownikach mechanicznych, a w konsekwencji ich wrażliwość na uszkodzenia[11].
- Konstrukcja muszki, powodująca łatwe zahaczanie tym elementem o przeszkody (np. krzaki)[11].
- Mały zatrzask magazynka, utrudniający jego szybką wymianę[11].
- Brak chwytu przedniego, oraz brak szyn montażowych na łożu[11].
- Umiejscowienie napinacza zamka po prawej stronie utrudniające szybkie przeładowanie broni[11].
- Nagrzewanie się metalowych elementów broni[5].

W konsekwencji żołnierze sami podejmowali próby prowizorycznego dostosowania broni do swoich potrzeb przykładowo: oklejając metalowe części broni plastrami samoprzylepnymi bądź materiałem w celu zniwelowania nagrzewania się tych elementów; wymieniając standardowe łoża na kupowane prywatnie z rumuńskich karabinków PM Md. 1963 (drewniane ze stałym chwytem przednim); chałupniczo montując na łożach uniwersalne szyny montażowe.
Taki stan rzeczy wymógł na decydentach modernizację karabinków, efektem czego w 2004 r. opracowano program dostosowania Beryli do wyższych standardów. Pierwsze wprowadzone zmiany obejmowały:
- Nowe urządzenie wylotowe pełniące rolę tłumika płomienia, osłabiacza podrzutu i odrzutu[11][5].
- Zmodyfikowaną podstawę muszki, którą w razie potrzeby można było złożyć do tyłu[11][5].
- Nowe łoże z zamontowanym na stałe chwytem przednim oraz dwiema bocznymi szynami montażowymi[11][5][3] .
- Nowa podstawa celowników dodatkowych (POPC typ III) wyposażona w uniwersalną szynę Picatinny, zgodną z normą STANAG 2324. Jej mocowanie przeniesiono z powrotem nad komorę zamkową (jak w POPC typ I) uniemożliwiając użytkowanie celownika mechanicznego oraz rozkładanie broni bez jej demontażu, eliminując jednak potrzebę wysokiego zadzierania głowy przy celowaniu (jak w POPC typ II)[11][5][7] .
- Nowe magazynki wykonane z przezroczystego tworzywa, umożliwiające kontrolowanie ilości naboi[5][3] .
- Powiększone manipulatory (zatrzask magazynka oraz dźwignia bezpiecznika)[5].

W 2005 r. karabinki zaczęto stopniowo wyposażać w:
- Nowe składane kolby teleskopowe o regulowanej długości[11][5].

W tym samym roku do karabinków wz. 96 „Beryl” oficjalnie dołączyły odrzucone wcześniej (w 1998 r.) subkarabinki wz. 96 „Mini-Beryl” (poddane w międzyczasie analogicznej modernizacji). Zdecydowano, że zastąpią one przestarzałe pistolety maszynowe PM-84P „Glauberyt”, co nie tylko zwiększy siłę ognia, ale również uprości logistykę. Subkarabinki Mini-Beryl uznano ponadto za dogodną broń przeznaczoną do walki w ciasnych przestrzeniach w czym długie Beryle nie sprawdzały się dobrze ze względu na swoje gabaryty. Pierwsze 1,5 tys. szt. Mini-Beryli znalazło się na wyposażeniu żandarmerii, a następnie skierowano je do 6 Brygady Powietrznodesantowej oraz innych jednostek.
Zdecydowano również, że podstawowym celownikiem użytkowanym przez polskich żołnierzy na misjach zagranicznych będą celowniki holograficzne EOTech HWS 552, których pierwsze egzemplarze zostały zakupione w 2006 r. (w 2011 r. Wojsko Polskie miało ich na stanie już 4,5 tys.).

#### 2007
Kolejne modyfikacje wprowadzono w 2007 r. Objęły one:
- Modyfikację materiału z których wykonywane są magazynki. Tworzywo przezroczyste zastąpiono matowym tworzywem pół-przezroczystym barwionym na kolor oliwkowy[5].
- Poprawienie konstrukcji składanej kolby teleskopowej[5].
- Nowe urządzenie wylotowe umożliwiające montaż tłumika Rotex III[5].
- Przekonstruowanie bezpiecznika (umożliwienie szybkiego odbezpieczenia broni palcem wskazującym)[5].
- Nowy trzypunktowy pas nośny[5].

#### 2009

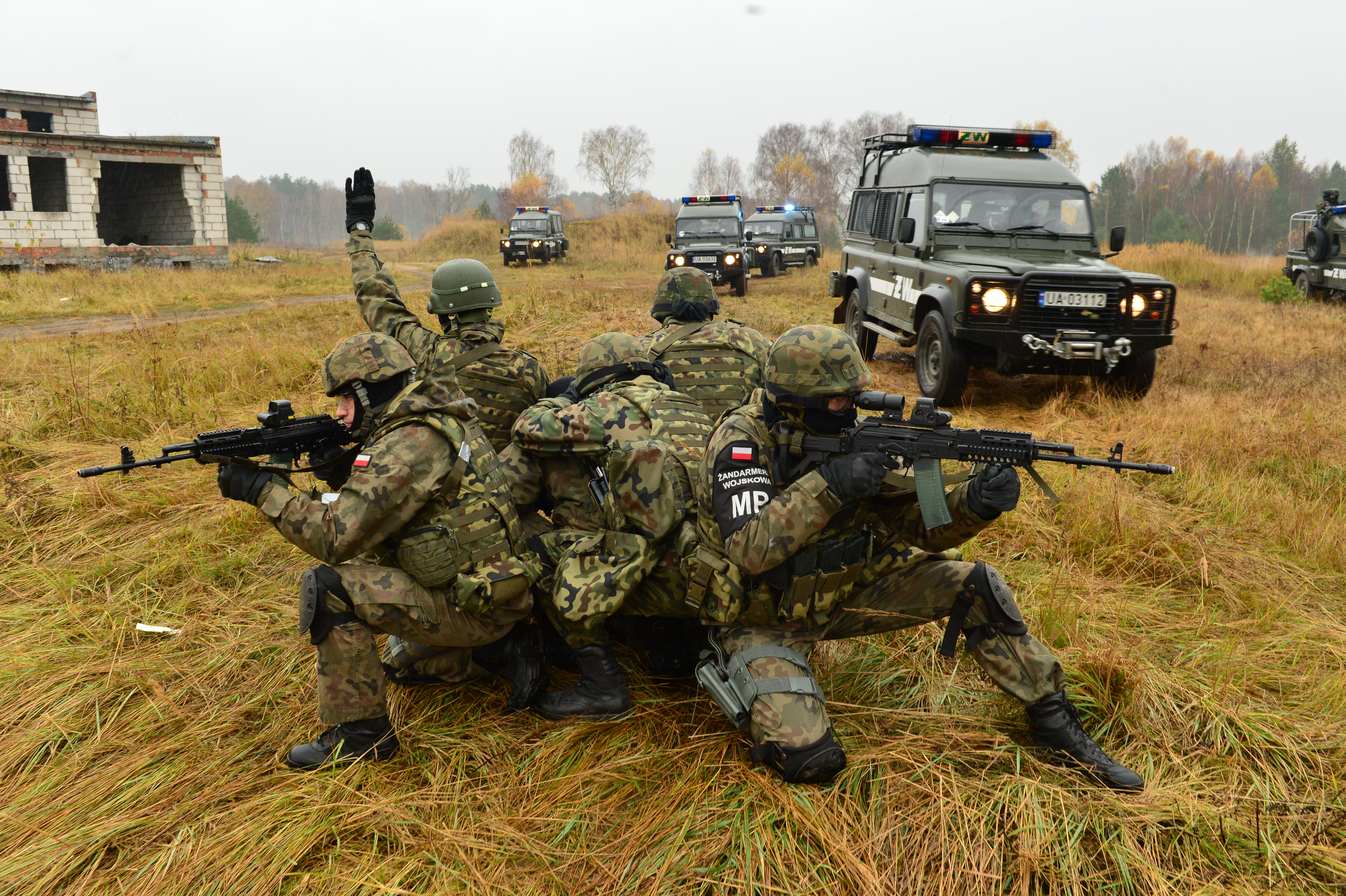
Polscy żołnierze z w pełni zmodernizowanymi karabinkami (po 2009)

Ostatnią modernizację karabinków przeprowadzono w 2009 r. Objęła ona:
- Nową stałą kolbę teleskopową o regulowanej długości (wzorowaną na kolbach stosowanych w amerykańskich karabinkach M4)[5][14][15].
- Ergonomiczny chwyt pistoletowy[14][15][5].
- Wykonany z aluminium „zespół łoża” wyposażony w 4 szyny Picatinny (standard MIL-STD-1913), montowany w miejsce łoża przedniego i nakładki na tłok gazowy, umożliwiający łatwy montaż wyposażenia dodatkowego i jego dowolną konfigurację (np. chwytu przedniego, laserowego wskaźnika celu, latarki itp.)[14][15][5].
- Zastosowanie pomniejszonego, odczepianego chwytu przedniego, tak aby nie utrudniał wymiany magazynka[5].
- Podwyższoną podstawę celownika (POPC typ IV), umożliwiającą używanie mechanicznych przyrządów celowniczych[7] .

#### 2010 (nieprzyjęte)
W 2010 r. na targach Międzynarodowego Salonu Przemysłu Obronnego Fabryka Broni „Łucznik” zaprezentowała kolejne możliwe do wprowadzenia modyfikacje karabinków Beryl. Wśród nich znalazły się między innymi:
- Zamocowana na zawiasie pokrywa komory zamkowej ze zintegrowaną podstawą celowników dodatkowych POPC. Rozwiązanie to eliminowałoby problem konieczności demontażu POPC przy każdorazowym rozkładaniu broni i ponownego przestrzeliwania karabinka w celu ustawienia celownika[5][16].
- Adapter umożliwiający stosowanie standardowych magazynków NATO zgodnych z normami STANAG. Oprócz tego adapter wyposażony był w 2 przyciski zatrzasku magazynka umiejscowione blisko chwytu pistoletowego. Umożliwiałyby one szybkie i wygodne odpięcie magazynka za pomocą kciuka lub palca wskazującego, bez zdejmowania dłoni z chwytu[5].
- 2 nowe rodzaje kolb teleskopowych: składana oraz szybko-odłączana (dedykowana dla wojsk powietrznodesantowych)[5][16].
- Nowe dwubębnowe magazynki C-Mag o pojemności 100 naboi[5][16].
- Zestaw do konwersji karabinków na zasilanie amunicją szkoleniową .22 LR, co znacznie obniżyłoby koszty szkolenia strzeleckiego[5][16].

Zaproponowane modyfikacje nie spotkały się jednak z zainteresowaniem ze strony Wojska Polskiego, nie zostały również wprowadzone do oferty producenta dla innych odbiorców.

### Zakończenie dostaw dla WP i dalsze losy
W 2011 r. na stanie Sił Zbrojnych RP znajdowało się ponad 45 000 karabinków Beryl (wszystkich wersji), co stanowiło ok. 50% ogólnego stanu magazynowego karabinków automatycznych używanych służbowo. W 2016 roku wojsko zamówiło łącznie 20 655 kbk Beryl i 8609 Mini Beryl.
Produkcja karabinków wz. 96 „Beryl” na potrzeby Wojska Polskiego została zakończona w 2018 r., a jak poinformowało Ministerstwo Obrony Narodowej dalsza współpraca z Fabryką Broni „Łucznik” obejmować będzie dostawę części zamiennych oraz remonty już posiadanych egzemplarzy. Ogółem od początku produkcji dostarczono Wojsku Polskiemu ok. 86 500 szt. Beryli (wszystkich wersji). Od 2018 r. na stan Sił Zbrojnych RP wprowadzane są nowe, znacznie nowocześniejsze karabinki tego samego producenta – karabinki Grot, które w przyszłości najprawdopodobniej zastąpią Beryle (w 2017 r. podpisano umowę na dostawę 53 tys. Grotów). Mimo to, wz. 96 „Beryl” nadal pozostaje podstawowym karabinkiem automatycznym polskiej armii.
Pomimo zakończenia zamówień dla Wojska Polskiego, karabinki Beryl nadal są produkowane przez Fabrykę Broni „Łucznik” na rynek cywilny oraz dla innych służb mundurowych (jak np. Służba Więzienna czy Straż Graniczna). Karabinki eksportowane były również do Nigerii, a w 2018 r. podpisano umowę na sprzedaż licencji na ich produkcję, która ma być podjęta przez Defence Industries Corporation of Nigeria (DICON).

## Ocena konstrukcji
Karabinki Beryl oceniane są jako broń solidna, charakteryzująca się wysoką niezawodnością podczas użytkowania w trudnych warunkach. Obecnie są już jednak bronią przestarzałą, nie będąc konstrukcją nowoczesną nawet w momencie wprowadzania do służby w 1996/1997 r. Mimo kolejnych modernizacji, jest to nadal jedynie rozwinięcie konstrukcji karabinka AK opracowanego pod koniec lat 40. XX w., co obarcza Beryla jego mankamentami. Najpoważniejszą wadą jest bardzo niska ergonomia oraz kłopotliwy sposób rozkładania broni co utrudnia montaż celowników optycznych i kolimatorowych. Z tego względu zachodzi konieczność demontażu podstawy celownika POPC przy każdorazowym rozkładaniu broni, a po jego założeniu należy ponownie przestrzelać broń w celu korekty nastaw celownika (jest to szczególnie uciążliwe przy czyszczeniu broni bądź usuwaniu poważniejszych zacięć). Nie mniej istotną wadą jest przestarzały układ konstrukcyjny broni (lufa oraz kolba nie są ułożone w jednej linii) generujący dość znaczny podrzut broni. Kwestionowana jest również zasadność zastosowania ogranicznika długości serii, ze względu na jego wątpliwą przydatność przy jednoczesnym komplikowaniu budowy mechanizmu spustowego. Ocenia się, iż karabinek w swojej finalnej wersji osiągnął właściwie kres możliwości modernizacyjnych .

## Wersje

### wz. 96 „Beryl”
- wz. 96 „Beryl” – karabinek automatyczny, wersja standardowa z lufą długości 457 mm, zasilana amunicją 5,56 × 45 mm. Karabinek oferowany był przez producenta w 4 wariantach:

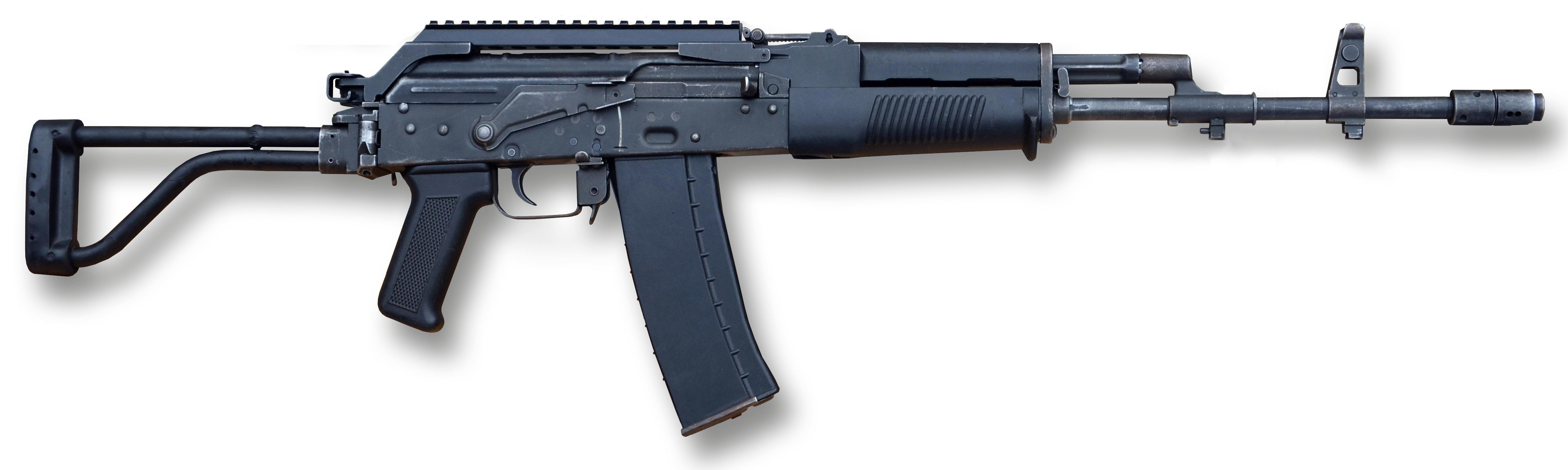
wz. 96A „Beryl” z trzecią wersją podstawy celownika (POPC typ III)

  - Wariant A (wz. 96A „Beryl”) – wz. 96A „Beryl” z trzecią wersją podstawy celownika (POPC typ III) wariant podstawowy, jednocześnie najstarsza i najtańsza wersja karabinka. Wyposażony w proste łoże wykonane z tworzywa, bez możliwości montażu chwytu przedniego oraz wyposażenia dodatkowego. Kolba metalowa, składana na bok broni. System celowniczy oparty na celowniku mechanicznym, z możliwością zamontowania podstawy celowników dodatkowych (POPC) – pierwotnie z szyną tylko dla celowników produkcji polskiej, a w późniejszym okresie z uniwersalną szyną Picatinny (dla celowników w standardzie NATO). Magazynek wykonany z nieprzezroczystego tworzywa[3] [7] .
  - Wariant B (wz. 96B „Beryl”) – wariant rozszerzony obejmujący większość modyfikacji wdrożonych dla Wojska Polskiego w 2004 r. Łoże wykonane z tworzywa z zamontowanym na stałe chwytem przednim oraz dwiema bocznymi szynami montażowymi dla wyposażenia dodatkowego. Kolba metalowa, składana na bok broni. Podstawa celowników dodatkowych z szyną Picatinny (POPC typ III) montowana w standardzie. Magazynek wykonany z przezroczystego tworzywa[3] .

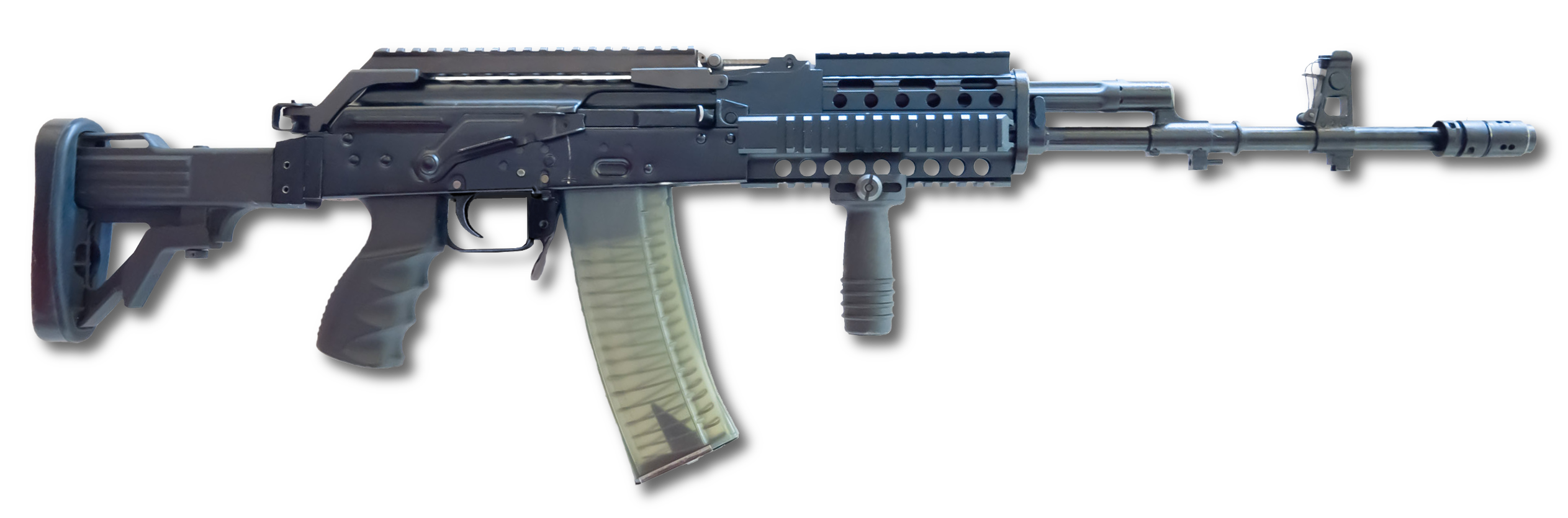
wz. 96C „Beryl”

  - Wariant C (wz. 96C „Beryl”) – wz. 96C „Beryl” wariant w pełni zmodernizowany opracowany po 2009 r. Aluminiowy „zespół łoża” wyposażony w 4 szyny Picatinny z możliwością montażu chwytu przedniego oraz innego wyposażenia dodatkowego. Odłączany chwyt przedni. Kolba stała o regulowanej długości. Podstawa celowników dodatkowych z szyną Picatinny (POPC typ IV) montowana w standardzie (wersja podwyższona, umożliwiająca jednoczesne korzystanie z celownika mechanicznego). Magazynek wykonany z pół-przezroczystego tworzywa, barwionego na kolor oliwkowy, dodatkowo wyposażony w klipsy do łączenia magazynków. Ergonomiczny chwyt pistoletowy. Trzypunktowy pas nośny. Wygodniejsze powiększone manipulatory (zatrzask magazynka oraz dźwignia bezpiecznika – wyposażona dodatkowo w płytkę umieszczoną pod kątem prostym ułatwiającą szybkie odbezpieczenie broni)[3] [15].
  - Wariant D – udostępniona przez producenta opcja, umożliwiające dowolne skompletowanie karabinka z elementów wersji A, B i C[3] .

Wszystkie warianty posiadały możliwość miotania granatów nasadkowych oraz montażu dwójnogu, bagnetu i granatnika podwieszanego wz. 74 Pallad .
Obecnie karabinki Beryl oferowane są jedynie w wariancie C z opcją zastosowania kolby teleskopowej w wersji składanej lub stałej. Producent udostępnia również możliwość zastosowania w karabinku starszej wersji łoża z wariantu B (ale z pozostałą konfiguracją broni w wariancie C).

### wz. 96 „Mini-Beryl”
- wz. 96 „Mini-Beryl” – subkarabinek automatyczny (skrócona, kompaktowa wersja karabinka standardowego) z lufą długości 235 mm, zasilany amunicją 5,56 × 45 mm. Subkarabinek oferowany był przez producenta analogicznie jak karabinek wz. 96 w 4 wariantach:
  - Wariant A (wz. 96A „Mini-Beryl”) – wariant pierwotny, wyprodukowano tylko kilkanaście sztuk na potrzeby testów w latach 1996–1997. Ze względu na nieprzyjęcie na wyposażenie przez Wojsko Polskie, nie uruchomiono jego produkcji seryjnej. Konfiguracja subkarabinka analogiczna jak w karabinku wz. 96A „Beryl”. Różnicą jest zastosowanie innego celownika mechanicznego. Mianowicie celownik krzywkowy zastąpiono przerzutowym, a po jego bokach zamocowano szyny umożliwiające montaż polskiego celownika kolimatorowego CK-3 produkcji Przemysłowego Centrum Optyki. Wariant pozbawiony możliwości montażu podstawy celownika POPC[7] [23] .
  - Wariant B (wz. 96B „Mini-Beryl”) – wariant rozszerzony obejmujący większość modyfikacji wdrożonych dla Wojska Polskiego w 2004 r. Konfiguracja subkarabinka analogiczna jak w karabinku wz. 96B „Beryl”. Różnicą jest zastosowanie na podstawie celownika mechanicznego wspornika z szyną Picatinny i przerzutowym celownikiem mechanicznym. Opcjonalnie wprowadzono możliwość zamontowania podstawy celowników dodatkowych (POPC)[7] [23] .

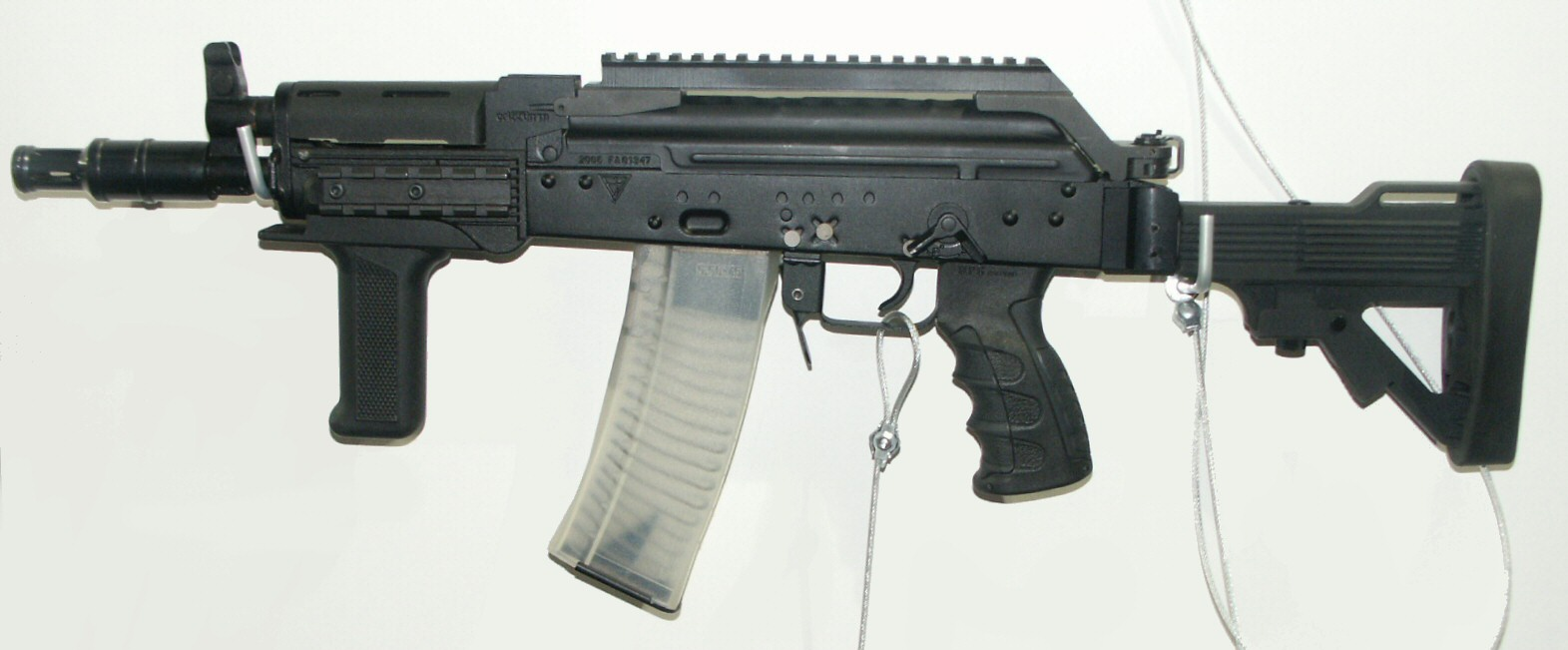
wz. 96C „Mini-Beryl” ze starszym łożem i magazynkiem (z wariantu B)

  - Wariant C (wz. 96C „Mini-Beryl”) – wz. 96C „Mini-Beryl” ze starszym łożem i magazynkiem (z wariantu B) wariant w pełni zmodernizowany opracowany po 2009 r. Konfiguracja subkarabinka analogiczna jak w karabinku wz. 96C „Beryl”. Tak samo jak w poprzednim wariancie zastosowano wspornik z szyną Picatinny i przerzutowym celownikiem mechanicznym, oraz opcję zamontowania podstawy celowników dodatkowych (POPC)[23] .
  - Wariant D – udostępniona przez producenta opcja, umożliwiające dowolne skompletowanie karabinka z elementów wersji A, B i C[23] .

Wszystkie warianty posiadały możliwość montażu bagnetu, oraz co nietypowe dla subkarabinków zdolność miotania granatów nasadkowych (ze względu na rozmiar subkarabinka, strzelec podczas miotania granatów musi mieć założone okulary ochronne)  .
Obecnie subkarabinki Mini-Beryl oferowane są jedynie w wariancie C z opcją zastosowania kolby teleskopowej w wersji składanej lub stałej. Producent udostępnia również możliwość zastosowania w karabinku starszej wersji łoża z wariantu B (ale z pozostałą konfiguracją broni w wariancie C).

### Inne

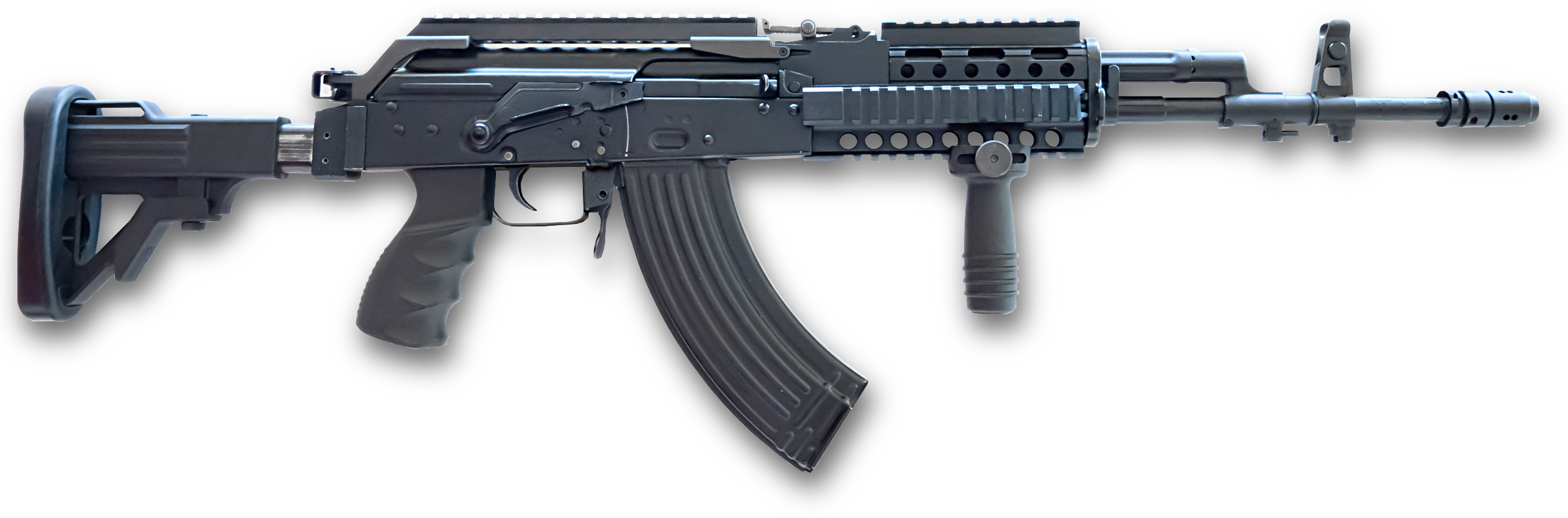
Beryl M762

- Beryl M762 – Beryl M762 karabinek automatyczny. Przeznaczona na eksport wersja zasilana amunicją 7,62 × 39 mm. W M762 zastosowano standardowe metalowe magazynki od karabinków AK/AKM, pozostała konfiguracja elementów broni odpowiada karabinkowi wz. 96C „Beryl”. Karabinek eksportowany do Nigerii, a w 2018 r. sprzedano tam licencję na jego produkcję[25][26].
- Beryl M545 – karabinek automatyczny. Przeznaczona na eksport wersja zasilana amunicją 5,45 × 39 mm. Konfiguracja elementów broni odpowiada karabinkowi wz. 96A „Beryl”. M545 oferowany był między innymi w przetargu dla wietnamskich sił zbrojnych, jednak przegrał tam z izraelskimi karabinkami Galil ACE. M545 nie wszedł do produkcji seryjnej i nie znajduje się obecnie w ofercie producenta[25][27].

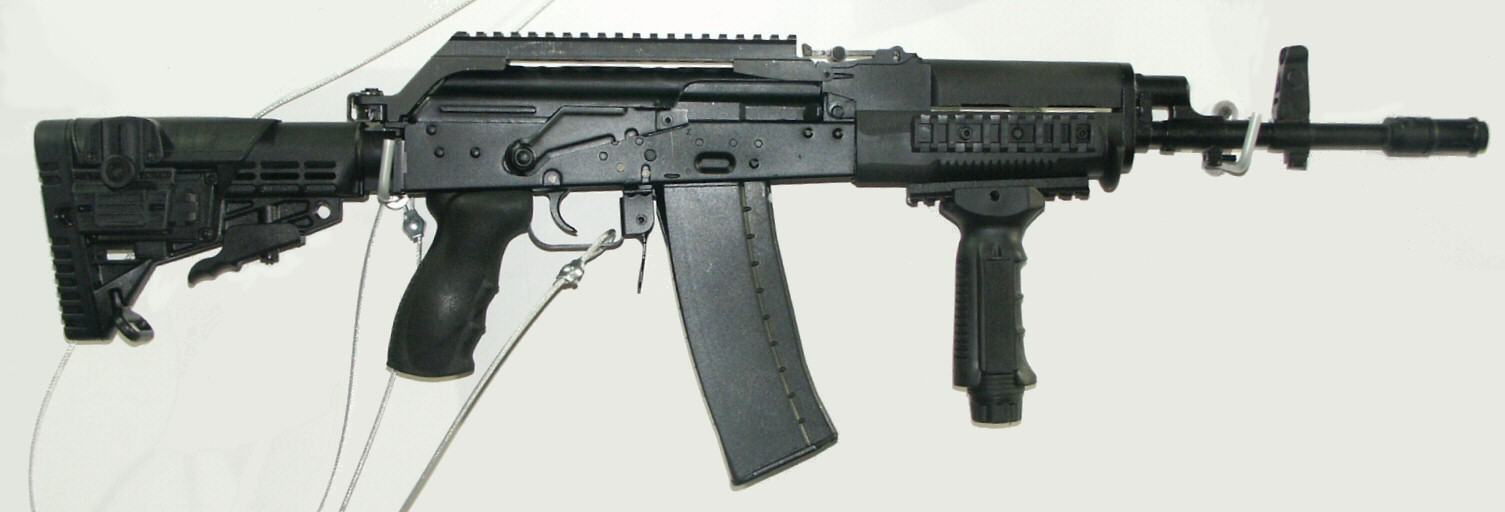
Beryl-Commando

- Beryl-Commando (Beryl-Comando[e]) – Beryl-Commando prototypowy karabinek automatyczny z lufą długości 375 mm, zasilany amunicją 5,56 × 45 mm. Wersja ta opracowywana była od 2006 r. we współpracy z żołnierzami 1 Pułku Specjalnego Komandosów. Karabinek miał stanowić wariant pośredni pomiędzy długim karabinkiem Beryl (dł. lufy 457 mm), a krótkim subkarabinkiem Mini-Beryl (dł. lufy 235 mm). Beryl-Commando z pośrednią długością lufy (375 mm), zachowywał odpowiednią celność oraz moc obalającą na dystansach do 300 m., a jednocześnie jego mniejsze gabaryty zapewniały łatwiejsze manewrowanie bronią w terenie zurbanizowanym (na czym szczególnie zależało jednostkom specjalnym)[f]. Pierwszy prototyp różnił się od standardowego karabinka jedynie długością lufy. Następnie zaprezentowano wersję z nowym dwustronnym przełącznikiem rodzaju ognia, która pozbawiona została możliwości prowadzenia ognia seriami 3-strzałowymi. Ponadto karabinek wyposażony został w nowe urządzenie wylotowe umożliwiające łatwy i szybki montaż tłumika dźwięku. Prototypy posiadały możliwość stosowania i dowolnej konfiguracji elementów z modernizacji standardowych karabinków wz. 96 (nowe łoża, szyny montażowe, kolby, powiększone manipulatory itd.). Beryl-Commando pozostał w fazie eksperymentalnej i nigdy nie wszedł do produkcji seryjnej. Obecnie nie znajduje się w ofercie producenta, a zapotrzebowanie Wojsk Specjalnych na karabinki o długości pośredniej, zostało zaspokojone przez konstrukcje zagraniczne[7] [5][6].
- Radom-Sport – seria sportowych karabinków samopowtarzalnych przeznaczonych na rynek cywilny. Przystosowane są do prowadzenia wyłącznie ognia pojedynczego.
  - Beryl M22 – karabinek samopowtarzalny zasilany amunicją .22 LR. Konfiguracja elementów broni odpowiada karabinkowi wz. 96C „Beryl”[28].
  - Beryl S 223[g] – karabinek samopowtarzalny, zasilany amunicją .223 Remington (cywilna wersja naboju 5,56 × 45 mm). Konfiguracja elementów broni odpowiada karabinkowi wz. 96C „Beryl”[30].
  - Beryl S 762[h] – karabinek samopowtarzalny, zasilany amunicją 7,62 × 39 mm. Konfiguracja elementów broni odpowiada karabinkowi Beryl M762[31]
  - Mini-Beryl S 223[i] – subkarabinek samopowtarzalny, zasilany amunicją .223 Remington. Konfiguracja elementów broni odpowiada subkarabinkowi wz. 96C „Mini-Beryl”[32].
  - Mini Beryl Pistol – subkarabinek samopowtarzalny, zasilany amunicją .223 Remington. Wersja pozbawiona kolby, przeznaczona na cywilny rynek amerykański. Usunięcie kolby jest wybiegiem pozwalającym sklasyfikować Mini Beryl Pistol jako „pistolet” (wg przepisów obowiązujących w USA). Pozostała konfiguracja broni odpowiada subkarabinkowi wz. 96C „Mini-Beryl”[33].
  - Radom-Sport Commando – karabinek samopowtarzalny, zasilany amunicją .223 Remington. Wersja z lufą o długości 375 mm bazująca na karabinku Beryl-Commando. Karabinek wypuszczony w krótkiej serii w 2011 r., obecnie już nie produkowany[29].

## Dane taktyczno-techniczne
(na podstawie dostępnych źródeł)  
| Wzór                                                            | wz. 96A „Beryl” | wz. 96C „Beryl” | wz. 96C „Mini-Beryl” | Beryl M762   |
| Kaliber (mm)                                                    | 5,56            | 5,56            | 5,56                 | 7,62         |
| Nabój                                                           | 5,56 × 45 mm    | 5,56 × 45 mm    | 5,56 × 45 mm         | 7,62 × 39 mm |
| Długość z kolbą rozłożoną/złożoną (mm)                          | 943/?           | 980/910         | 760/690              | 940/870      |
| Długość lufy (mm)                                               | 457             | 457             | 235                  | 419          |
| Długość linii celowniczej (mm)                                  | 372             | 372             | 260                  | 330          |
| Masa bez magazynka (g)                                          | 3350            | 3650            | 3400                 | 3550         |
| Masa magazynka 30 nab. załadowanego (g)                         | 547             | ok. 500 – 554   | ok. 500 – 554        | ?            |
| Pojemność magazynka                                             | 30              | 30              | 20 lub 30            | 30           |
| Szybkostrzelność teoretyczna (strz./min)                        | ok. 700         | ok. 700         | ok. 700              | ok. 700      |
| Szybkostrzelność praktyczna ogień ciągły/pojedynczy (strz./min) | ok. 100/40      | ok. 100/40      | ok. 100/40           | ok. 100/40   |
| Prędkość początkowa pocisku (m/s)                               | 920             | 920             | 770                  | 715          |
| Energia początkowa pocisku (J)                                  | 1690            | 1690            | 1189                 | 1991         |
| Zasięg maksymalny (m)                                           | ok. 1 000       | ok. 1 000       | ?                    | ?            |
| Zasięg skuteczny (m)                                            | 400 – 600       | 400 – 600       | do 400               | 400 – 600    |

## Opis techniczny
Karabinek wz. 96 „Beryl” jest indywidualną bronią samoczynno-samopowtarzalną. Zasada działania oparta na wykorzystaniu energii gazów prochowych odprowadzanych przez boczny otwór lufy. Ryglowanie przez obrót zamka w prawo (dwa rygle). Mechanizm spustowy z ogranicznikiem długości serii umożliwia strzelanie ogniem pojedynczym, seriami trzystrzałowymi i ogniem ciągłym. Przełącznik rodzaju ognia po lewej stronie broni. Oddzielna dźwignia bezpiecznika po prawej stronie komory zamkowej. Zasilanie z dwurzędowych magazynków łukowych o pojemności 30 naboi (możliwość użycia magazynków 20-nabojowych). Otwarte przyrządy celownicze składają się z muszki i celownika krzywkowego (ze szczerbinką) o nastawach od 100 do 1000 metrów, nastawa bojowa „S” odpowiada dystansowi 350 m. Przyrządy celownicze wyposażone w trytowe źródła światła (do strzelań nocnych). Kolba metalowa składana na prawą stronę komory zamkowej (możliwość strzelania z kolbą złożoną). Nowsze wersje wyposażone w kolby teleskopowe (stałe lub składane) .

## Użytkownicy

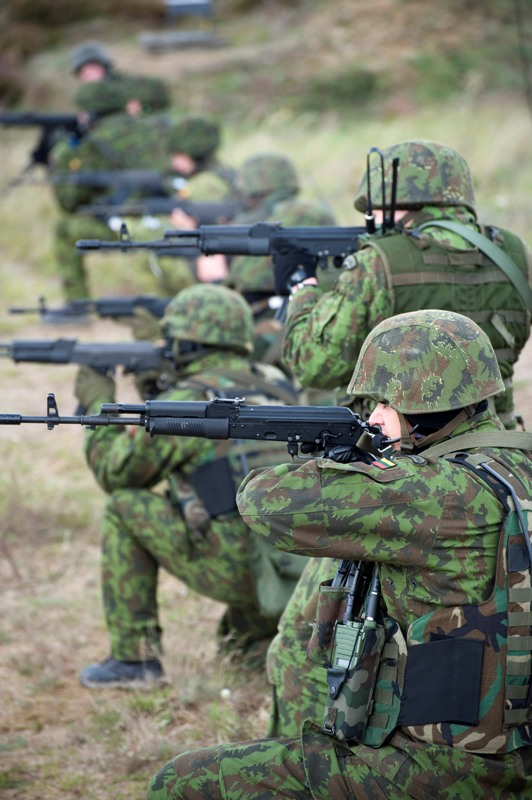
Karabinki wz. 96A „Beryl” na wyposażeniu żołnierzy litewskich

- Polska – obecnie podstawowy karabinek automatyczny Sił Zbrojnych RP. W 2018 r. produkcja dla Wojska Polskiego została zakończona po dostarczeniu 86 500 szt. Beryle użytkowane są również przez Służbę Więzienną i Straż Graniczną[19].
- Litwa – w 2000 r. litewskim siłom zbrojnym przekazano jako darowiznę 80 kbk wz. 96 Beryl w wariancie A (w tym 10 szt. z granatnikami wz. 74 Pallad i 10 szt. z celownikami optycznymi produkcji PCO) oraz 10 kbk wz. 96 Mini-Beryl (testowej serii przedprodukcyjnej). W latach 2002–2003 były one używane przez jednostkę specjalną SOJ Aitvaras, operującą w Afganistanie. Karabinki Beryl w armii litewskiej zostały zastąpione karabinkami HK G36[35][36].
- Nigeria – w 2015 r. do Nigerii sprzedano 1500 szt. karabinków Beryl w wersji M762. Znalazły się one na wyposażeniu elitarnego oddziału komandosów z 72. Mobile Strike Force. W tym samym roku dostarczono kolejne 500 szt. M762 oraz 10 szt. wz. 96 „Mini-Beryl” (do celów testowych). W 2017 r. Nigeria zakupiła 500 szt. M762, które znalazły się na wyposażeniu wojsk lotniczych (Nigerian Air Force). W 2018 r. Nigeryjska Akademia Wojskowa (Nigerian Defence Academy) zakupiła 300 szt. Beryli M762 oraz 500 szt. treningowych replik pneumatycznych (Beryl RTT). 26 marca 2018 r. w Fabryce Broni „Łucznik” podpisano kontrakt pomiędzy Polską Grupą Zbrojeniową a Defence Industries Corporation of Nigeria, na licencyjną produkcję karabinków Beryl M762 w tym państwie[20][25][37].